# 越前厨温泉
越前厨温泉（えちぜんくりやおんせん）は、福井県丹生郡越前町厨（旧国越前国）にある温泉。
越前海岸の中部、厨（くりや）の海辺に位置する温泉地。波打ち際にある風呂からは夕陽や漁り火を眺められる絶景。越前がにが名物。

## 泉質
- ナトリウム炭酸水素塩・硫酸塩温泉（低張性弱アルカリ性温泉）
- とろっとした肌ざわりが特徴的

## 温泉街
- 国道305号線沿いに十数件の宿および日帰り入浴施設「アクティブハウス越前」で温泉街を形成している。

## アクセス
- 鉄道
  - ハピラインふくい線 武生駅・福井鉄道福武線 たけふ新駅より武生越前海岸線で約1時間。
- 自動車
  - 北陸自動車道敦賀ICから国道8号および国道305号を北に約40km・約45分、越前町役場近く。
  - 北陸自動車道鯖江ICから西に約25Km・約35分